# Милов, Александр Сергеевич
Александр Сергеевич Милов (Мел) (1 апреля 1979 года, Одесса) — украинский художник, скульптор, режиссёр и футуролог. Руководитель творческой мастерской «ТАКОЕ».
Стал известен после получения гранта ежегодного арт-фестиваля Burning Man, проходящего в пустыне Блэк-Рок (США, штат Невада), за скульптурную композицию «Любовь» в 2015 году. Вскоре после этого творчески переработал памятник Ленину в Одессе, превратив его в скульптуру, изображающую Дарта Вейдера. Автор монументальной скульптуры — робота «ТИС» установленной в 2011 году перед въездом в порт ТИС (Одесская область, город Южный).
В 2017 году, на территории завода «Стальканат» в Одессе установлен самый объёмный монумент художника — «Ворота в рай», представляющий собой 33-х-метровую скульптуру архангела с мобильным телефоном в руках.
В 2019 году с инсталляцией «Слышать сердцем» участвовал в фестивале Vivid Sydney в Сиднее.